# Eurata minuta
Eurata minuta là một loài bướm đêm thuộc phân họ Arctiinae, họ Erebidae.